# Marcia Cross
Marcia Anne Cross (Marlborough, Massachusetts; 25 de marzo de 1962) es una actriz, guionista, empresaria, embajadora, productora de cine y activista estadounidense.
Se graduó en Juilliard y obtuvo un Máster en psicología en la Universidad Antioch en Los Ángeles. En 2005 fue nominada a su primer Emmy por su trabajo como Bree Van de Kamp en Desperate Housewives. En diciembre de 2005, Cross consiguió su segunda nominación consecutiva para el Globo de Oro para Mejor Actriz en una Serie de Comedia. Marcia Cross fue criada en la religión católica.
Está casada con Tom Mahoney desde el mes de junio de 2006 y tienen dos hijas, Eden y Savannah nacidas el 20 de febrero de 2007.
Actualmente Marcia alterna la actuación con su labor altruista como Embajadora de la campaña "Because i am a Girl" de Plan International desde 2012 y desde mayo de 2013 como embajadora de Stand up to Cancer y Safeway Foundation para la detección temprana del cáncer de próstata.

## Trayectoria

### Cine y televisión
- You (2021) (TV)
- Quantico (2015) (TV)
- Law & Order: Special Victims Unit (2014) (TV) temporada 16, capítulo 16
- Desperate Housewives (2004-2012)
- The Wind Effect (2003)
- King of Queens (2002)
- Eastwick (2002) (TV)
- Everwood (2003-2004)
- Living in Fear (2001)
- CSI: Crime Scene Investigation (2001) temporada 2, capítulo 11
- Dancing in September (2000)
- Target Earth (1998)
- Seinfeld T9 E7 (1997)
- All She Ever Wanted (1996) (TV)
- Female Perversions (1996)
- Always Say Goodbye (1996)
- Melrose Place (1992-1997)
- Ripple (TV) (1995)
- Knots Landing (1991-1992)
- Storm and Sorrow (1990) (TV)
- Bad Influence (1990)
- Almost Grown (1988) (TV)
- The Last Days of Frank and Jesse James (1986) (TV)
- Brass (1985)
- Murder, She Wrote (Colaboración)
- Cheers séptima temporada, capítulo 21

### Publicidad
- Albert Bartlett para Reino Unido (2009-2011)
- Spar para Austria (2007 y 2010)
- 7UP Plus para Estados Unidos (2005)

### Altruismo
- Skin Cancer Takes Friends (2008)
- Stand Up To Cancer (2009-presente)
- Plan International (2010-presente)
- Because I am a Girl (2012-presente)